# Улица Академика Шварца

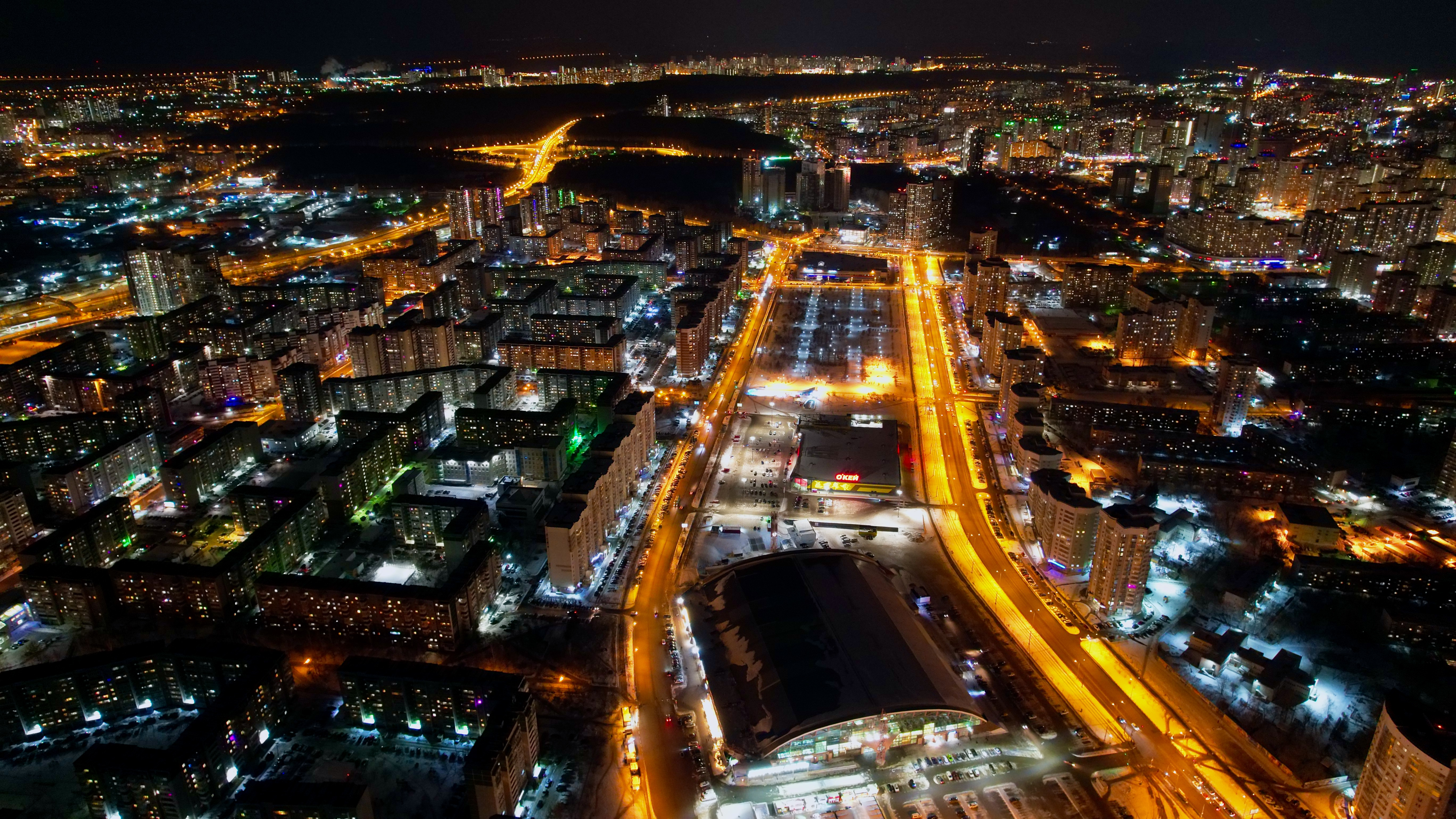
Вечерний вид (улица в центре снимка)

У́лица Акаде́мика Шва́рца — магистральная улица в жилых районах «Ботанический» (чётная сторона) и «Южный» (нечётная сторона) Чкаловского административного района Екатеринбурга.

## Происхождение названия
Своё название улица получила в честь Станислава Семёновича Шварца (1919—1976) — академика, создателя уральской школы экологов, директора Института экологии растений и животных Уральского научного центра (с 1955 года).

## Расположение и благоустройство
Улица Академика Шварца идёт с запада на восток между улицами Юлиуса Фучика и Родонитовая. Начинается от пересечения с улицей 8 Марта и заканчивается у Т-образного перекрёстка с улицей Белинского. Пересечений с другими улицами нет. Справа к улице примыкают Самоцветный бульвар, Бульвар Архитектора Малахова, Тбилисский бульвар и улица Крестинского. Протяжённость улицы составляет около 1550 метров. Ширина проезжей части — около 15 м (по две полосы в каждую сторону движения).
На протяжении улицы Академика Шварца имеются три светофора и два нерегулируемых пешеходных перехода. С обеих сторон улица оборудована тротуарами.

## История
Улица была образована в процессе строительства в 1988—2005 годах жилого района «Ботанический». На 2012 год чётная сторона улицы полностью застроена многоэтажными и высотными домами, а на нечётной стороне располагаются торговые центры «Дирижабль», «Окей» и «Ботаника Молл», сквер и автопарковки.

## Транспорт

### Наземный общественный транспорт
Улица является важной автомобильной магистралью, и одной из двух транспортных магистралей, связывающих жилой район «Ботанический» с остальными районами города. На улице находятся остановки общественного транспорта «Ботаническая», «Самоцветный бульвар», «Бульвар Малахова», «ТЦ Дирижабль» и «ТЦ Ботаника молл».

### Ближайшие станции метро
Около перекрёстка улиц Белинского-Шварца находится конечная станция Екатеринбургского метрополитена  «Ботаническая».